# Scott Spencer
Pour les articles homonymes, voir Spencer.
Œuvres principales
- Un amour infini
- A Ship Made of Paper

Scott Spencer, né le 1er septembre 1945 à Washington, est un écrivain américain.

## Œuvres

### Romans
- (en) Last Night at the Brain Thieves Ball, 1975
- (en) Preservation Hall, 1976
- Un amour infini, Seuil, 1981 ((en) Endless Love, 1979)
- La Résurrection des morts, Seuil, 1989 ((en) Waking the Dead, 1986)
- (en) Secret Anniversaries, 1990
- (en) Men In Black, 1995
- (en) Rich Man's Table, 1998
- (en) A Ship Made of Paper, 2003
- (en) Willing, 2008
- (en) Man in the Woods, 2010

#### Romans signés Chase Novak
- Conception, Préludes, 2015 ((en) Breed, 2012)
- Scission, Préludes, 2016 ((en) Brood, 2014)